# 25615 Votroubek
25615 Votroubek este un asteroid din centura principală de asteroizi.

## Descriere
25615 Votroubek este un asteroid din centura principală de asteroizi. A fost descoperit pe 3 ianuarie 2000 la Socorro, New Mexico, în cadrul proiectului LINEAR. Asteroidul prezintă o orbită caracterizată de o semiaxă mare de 2,28 ua, o excentricitate de 0,15 și o înclinație de 8,3° în raport cu ecliptica.